# Eddie Pequenino
Eduardo Pecchenino (Buenos Aires; 1 de abril de 1928 - ibídem; 21 de julio de 2000), más conocido como Eddie Pequenino, fue un músico, trombonista, cantante de jazz y rock and roll y comediante argentino. En 1956 formó Mr. Roll y sus Rocks, con quienes realizó las primeras grabaciones de rock en el país que haya lanzado un grupo especializado en el género. Dirigió la orquesta del programa de televisión Domingo para la juventud. Participó junto a Mariano Mores en el primer mega-show realizado en la Argentina, Buenos Aires canta al mundo. Fue protagonista del famoso sketch La peluquería de don Mateo. Acompañó al humorista Alberto Olmedo en el programa No toca botón. Trabajó como actor en veinte películas. En 1965 recibió el Premio Martín Fierro como la revelación del año.

## Biografía

### Primeros años
Eduardo Pecchenino nació el 1 de abril de 1928 en el barrio de Villa Urquiza de la ciudad de Buenos Aires, en el que vivió toda su vida. Tanto su padre como su madre, inmigrantes italianos provenientes del límite entre Piamonte y Lombardia, eran músicos: acordeonista el primero y cantante en grupos corales la segunda.

### Orquesta de jazz
Decidió dedicarse a los 15 años al trombón, alternando las clases de música con su trabajo en la fábrica de vidrios Rigolleau. Cuando tenía 18 años formó su primera orquesta, la Jazz Los Colegiales (en la que actuaba como trompetista Ricardo Romero, quien luego formó Los Cinco Latinos con su esposa Estela Raval), con la que alcanzó renombre y realizó una gira por Chile. Luego integró varias orquestas como trombonista como las de Julio Rivero, Héctor y su Jazz, Tulio Gallo, Marito Cosentino, Eduardo Armani y Lalo Schifrin.
Las pocas grabaciones que se poseen demuestran que su estilo estaba imbuido en las viejas escuelas de jazz, como la Dixieland. Así lo prueban sus versiones de «Muskrat Ramble» ("Rata paseandera"), compuesta en 1926 por Kid Ory, y «Whispering» ("Susurrando"), compuesta en 1920 por Vincent Rose, John Schonberg y Richard Coburn.

### Pionero del rock en Argentina

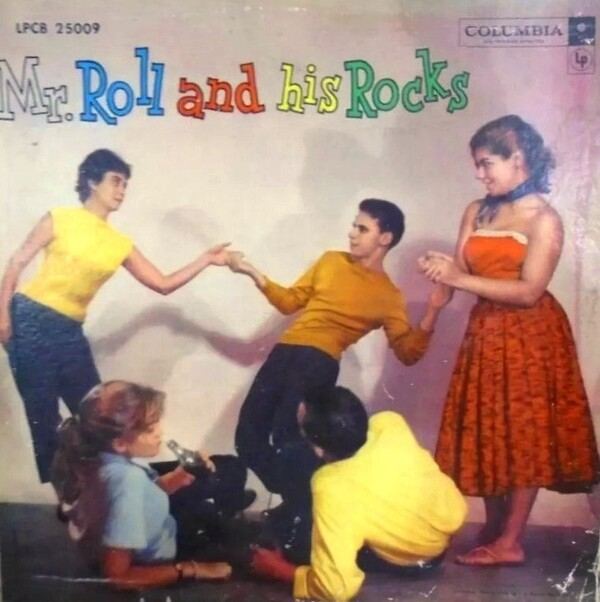
Portada de Mr. Roll and His Rocks (1958).

A raíz del éxito alcanzado por Bill Haley and His Comets a través de temas como «Rock Around The Clock» (1955) y por sus dos películas estrenadas en Argentina, Rock Around the Clock (1956) y Don't Knock the Rock (1956), se volcó de lleno al naciente estilo musical que era popular en la juventud y formó el primer grupo de rock de Argentina que lanzó discos al mercado, Mr. Roll and His Rocks, con Arturo Schneider en saxo tenor, Jaime Rodríguez Anido (alias Ike) en primera guitarra eléctrica, Héctor Rea en guitarra rítmica, Domingo Malagreca en contrabajo Jorge Padín en batería. Su primera grabación data del 7 de diciembre de 1956.
Con esta agrupación grabó varios reversiones de Bill Haley y otros rockeros de la talla de Bobby Freeman y Alan Dale, entre los que se cuentan: «See You Later, Alligator», «Mambo Rock», «Rock», «Shake, Rattle and Roll» y «Rancho Rock». 
También en 1956 participó de la grabación del primer rock argentino cantado en español: «Rock con leche», de carácter humorístico. Formaba parte de las canciones del ciclo radial La revista dislocada, conducido por el humorista Délfor Dicásolo. El show creó numerosos temas, entre los que se cuenta «Deben ser los gorilas», canción que acuñó el término usado en Argentina para referirse a los antiperonistas.
Otros de los que compartieron la autoría del «Rock con leche» fueron: 
- Aldo Cammarota (guionista de La revista dislocada y de otros programas humorísticos, entre los que se encuentra el popular Telecómicos),
- Santos Lipesker (que en ese momento trabajaba como arreglista musical de Radio El Mundo, la cual transmitía al programa de Délfor Dicásolo)
- El productor artístico Ben Molar.

También estaba la participación especial de Pecchenino, quien canta su parte en inglés, refiriéndose al «rock and milk».
El número del catálogo del sencillo es Columbia 15.235 A.
Poco después Mr. Roll and His Rocks participaron en la película Venga a bailar el rock (1957), la primera película sudamericana sobre música rock and roll. Eddie grabó dos composiciones propias para la película, que se ubican entre las primeras canciones de rock argentinas: «Despacio nena» y «Aquí viene el rock». Al año siguiente la banda fue elegida por Bill Haley para iniciar las funciones que Haley dio en el teatro Metropolitan de Buenos Aires.
En un tiempo previo utilizó el nombre artístico de Eddie Parker, por ejemplo en una rendición de «Begin the Beguine» grabada por la orquesta Jazz San Francisco en 1952 (donde tocó como invitado el trombón). Grabó en Rosario para el sello Embassy discos de 78 RPM bajo el título Eddie Pecchenino y su Rhythm Band, grupo en el que lo acompañaban Arturo Schneider (saxo tenor), Héctor Pizzicatti (trompeta), Abel Pizzicatti (piano), Alejandro Schneider (contrabajo), Manuel Chaqui (guitarra eléctrica y violín), Juan D. Flores (batería) y J. Garbuglia (acordeón).
Algunos títulos grabados en Embassy fueron: 
- «El alegre silbador»
- «Sonrisas»
- «En un tren rumbo al sud»
- «Un metro cincuenta y siete y ojos azules»
- «Susurrando»
- «Rata paseandera»
- «Dinah»
- «Jingle Bells»
- «El rock de los santos»
- «Saltando el rock»
- «St. Louis Blues» y
- «Dos corazones, dos besos».

La grabación más emblemática de las que realizó en Rosario fue «Saltando en rock» (editado en febrero de 1957).
Compuesta por José Santiago Rossino (considerado el primer arreglista musical del jazz argentino), fue grabada en inglés por Pecchenino en 1956. Integró un sencillo que también contenía una versión roquera de «Cuando los santos vienen marchando». El número de catálogo del simple es Embassy 1019.

### Televisión
En 1960 el grupo realizó una gira por Europa. Al regresar, Pecchenino comenzó a explorar el mundo de la televisión y así dirigió la orquesta del famoso programa Domingo para la juventud.
Simultáneamente, comenzó a explotar sus dotes humorísticas, trabajando en el programa de comedia Operación Ja-Já (donde se distinguió al interpretar a Don Mateo en el sketch La peluquería de don Mateo, reemplazando a Fidel Pintos), en La tuerca y No toca botón, esta última junto a Alberto Olmedo.
En 1965 recibió el Premio Martín Fierro como revelación del año. Ese mismo año participó en el primer megashow realizado en Argentina, denominado Buenos Aires canta al mundo, estrenado en el Teatro Alvear. La obra estaba escrita por Cacho Carcavallo, Martín Darré y Mariano Mores, con guiones humorísticos realizados por Gerardo y Hugo Sofovich, y diez cuadros musicales, recreando distintas partes del mundo y los estilos musicales de estas, como París, el Lejano Oeste, Chicago, Japón, etcétera. El elenco musical estaba dirigido por el propio Mores e integrado por Lorenzo Alessandría, Los Arribeños, Daniel Cicaré, Oscar Ferro, Dayna Fridman, Osvaldo Guerrero, Alberto Irízar, Mario Jordán, Noemí Kazan, Los Mac Ke Mac's, Ubaldo Martínez, Nito Mores, Eddie Pecchenino, Javier Portales, Violeta Rivas, Alba Solís,
los bailarines Mayoral y María Elena, José Luis Paz y Víctor Valli.
Tuvo un protagónico en el film Don Carmelo il Capo (1976), en el que interpretó a músico mafioso. También actuó en teatro con Luis Sandrini.

### Últimos años
En 1978 sufrió una trombosis cerebral que limitó sus actividades. Falleció el 21 de julio de 2000, en el barrio de Villa Urquiza, Buenos Aires, a los 72 años.

## Discografía
|                     | Al haber poco material conservado, algunos datos y fechas pueden faltar. Se actualizarán con el tiempo | |                                                                    |                                                                                              |
| Año de grabación    | Año de edición                                                                                         | Nombre del disco | Agrupación                                                         | Datos técnicos                                                                               |
| 1952                | | Begin the Beguine | invitado de la Jazz San Francisco (con pseudónimo de Eddie Parker) | (lado A del 78 RPM TK 5093/52)                                                               |
| 1954                | | Singing In The Rain/Melancolía                                                                                            | Ubaldo de Lío y sus Reyes del Hot                                  | ( disco de 78 RPM , VI 68- 1826)                                                             |
| 1954                | | Televisão/ Soft Shoe Shuffle (traducido como Zapateando Suavemente)                                                       | invitado Ubaldo de Lío y sus Reyes del Hot                         | (disco de 78 RPM VI 68- 1979).                                                               |
|                     | mayo de 1956                                                                                           | Rock con Leche | la Revista Dislocada                                               | (lado A del 78 RPM Columbia 15.235)                                                          |
| agosto de 1956.     | | Doodlin / Hey Pete! Let’s Eat More Meat (traducido como Oye Pedro)                                                        | Lalo Schifrin y su orquesta de Jazz                                | Disco de 78 RPM Columbia 20.528, CAO 944.                                                    |
| agosto de 1956      | | En un tren rumbo al sur                                                                                                   | invitado de Los Cuatro Bemoles                                     | (lado A del 78 RPM Odeón 52026)                                                              |
| septiembre del 1956 | | In The Evening (Al Atardecer)/ Dream (Sueña)                                                                              | Los Vagabundos del Sur                                             | disco de 78 RPM Odeón 298902.                                                                |
|                     | | Mississippi Mud (Barro del Misisipi)/ Vuelven Los Muchachos                                                               | Los Vagabundos del Sur                                             | disco de 78 RPM Odeón sin numeración conocida                                                |
| septiembre de 1956  | | En un Tren Rumbo al Sud / Five Foot Two, Eyes of Blue (traducida como Un Metro Cincuenta Y Siete y Ojos Azules)           | Eddie Pequenino y Su Rhythm Band                                   | Disco de 78 RPM Embassy 1002.                                                                |
| septiembre de 1956  | | The Happy Whistler (El Alegre Silbador) /Sonrisas (Smiles).                                                               | Eddie Pequenino y Su Rhythm Band                                   | Disco de 78 RPM Embassy 1005                                                                 |
| septiembre de 1956  | enero de 1957                                                                                          | Whispering (Susurrando)/ Muskrat Rambler (Rata paseandera).                                                               | Eddie Pequenino y Su Rhythm Band                                   | Disco de 78 RPM Embassy 1010                                                                 |
| septiembre de 1956  | enero de 1957                                                                                          | Dinah / Jingle Bells | Eddie Pequenino y Su Rhythm Band                                   | Disco de 78 RPM Embassy 1011.                                                                |
| septiembre de 1956  | marzo de 1957.                                                                                         | El Rock de los Santos (toma la versión roquera que hacía Bill Haley de When The Saints Go Marching In) y Saltando en Rock | Eddie Pequenino y sus Rockers (formación Embassy)                  | Disco de 78 RPM Embassy 1019                                                                 |
| septiembre de 1956  | marzo de 1957                                                                                          | Saint Louis Blues/ Two Hearts, Two Kisses                                                                                 | Eddie Pequenino y sus Rockers (formación Embassy)                  | Disco de 78 RPM Embassy 1021                                                                 |
|                     | enero del 57                                                                                           | See You Later Alligator (Hasta Luego Cocodrilo) /R.O.C.K (ROCK)                                                           | Mr Roll y sus Rocks                                                | Disco de 78 RPM Columbia 20.602, CAO 10126 Y 1027                                            |
|                     | febrero de 1957                                                                                        | Razzle Dazzle (En El Parque de Diversiones) / Rock Around The Clock (Bailando El Rock)                                    | Mr Roll y sus Rocks                                                | Disco de 78 RPM Columbia 20.616, CAO 1051 Y CAO 1024                                         |
|                     | febrero de 1957                                                                                        | A.B.C Boogie / Shake , Rattle and Roll (Agítase, Sacúdase, Enróllese)                                                     | Mr Roll y sus Rocks                                                | Disco de 78 RPM Columbia 20.617, CAO 1064 Y CAO 1065.                                        |
|                     | febrero de 1957                                                                                        | Mambo Rock / Rock a Beatin Boogie                                                                                         | Mr Roll y sus Rocks                                                | Disco de 78 RPM Columbia 20.618, CAO 1025 Y 1050                                             |
|                     | marzo de 1957                                                                                          | Don´t Knock the Rock (Revuelos Del Rock) /Hot Dog Buddy Buddy (Rock del Pancho)                                           | Mr Roll y sus Rocks                                                | Disco de 78 RPM Columbia 20.627, CAO 1072 Y CAO 1073                                         |
|                     | marzo de 1957                                                                                          | I Cry More (Vivo Llorando)/ I´m Gonna Run ( Voy A Correr )                                                                | Mr Roll y sus Rocks                                                | Disco de 78 RPM Columbia 20.632 , CAO 1074                                                   |
|                     | | Bailando Calypso/Tra La La                                                                                                | Eddie Pequenino y sus Rockers                                      | 78 RPM Columbia 20.665, CAO 1173 Y CAO 1174.                                                 |
|                     | diciembre de 1957                                                                                      | Sugar Candy (Dulzura) y Whispering Bells (Susurran Las Campanas)                                                          | Eddie Pequenino y sus Rockers                                      | Número de sello Columbia 20699 , CAO 1259 y CAO 1260.                                        |
|                     | 1958                                                                                                   | When y Betty Lou Got a New Pair Of Shoes:                                                                                 | Pequenino y sus Rockers junto al conjunto vocal Los Hi Fi´s        | EP con número de sello Orfeo 4000                                                            |
|                     | 1959 aproximadamente                                                                                   | El Show de Eddie Pequenino                                                                                                | Eddie Pequenino y sus Rockers                                      | número de sello Orfeo 10012                                                                  |
|                     | | Joey ´s Song (La Canción de Josecito): incluido en el compilado Escuchemos Algo Bueno?                                    | Eddie Pequenino con la orquesta de Lalo Schifrin                   | (longplay Orfeo 10.005) y lado B del 78 RPM split Orfeo 50.004 (número de matriz ORFEO 101). |
|                     | 1962                                                                                                   | Norman / Oh Lonesome Me                                                                                                   | Eddie Pequenino solista                                            | simple de 33 RPM, sello Tonodisc con número de sello TD- 018-1                               |
| noviembre de 1967   | | Whispering/ Amapola | Eddie Pequenino y su Conjunto                                      | sello Quinto de Ricardo Romero, simple de 33 RPM con número de sello Q.1045/1                |
|                     | 1972                                                                                                   | Che Bocina/ Senza Nervi                                                                                                   | Orlando Marconi y Eddie Pequenino                                  | simple de 33 RPM Music Hall 31732.                                                           |

## Filmografía

### Cine y televisión
- 1955: Parque de ensueño (programa de ficción emitido por Canal 7, libreto de Miguel de Calasanz con protagónicos de Ethel Rojo y Vicente Rubino. Eddie actúa de cantante).
- 1957: Venga a bailar el rock
- 1965: Psique y sexo, en el episodio «Chicos jugando al deseo»
- 1965: Extraña invasión
- 1966: La gorda
- 1966: El galleguito de la cara sucia
- 1967: ¿Quiere casarse conmigo?
- 1969: El bulín
- 1969: El salame
- 1970: La guita
- 1970: Este loco verano
- 1971: En una playa junto al mar
- 1971: ¡Arriba juventud!
- 1972: Piloto de pruebas, como el Tano
- 1972: He nacido en la ribera, como el Tano
- 1975: Los chiflados del batallón
- 1976: Don Carmelo il Capo, como Il Capo (don Carmelo), Gino y don Luciano
- 1979: Las muñecas que hacen ¡pum!, como el Profesor
- 1981: Abierto día y noche
- 1984: Reina salvaje (inédita en Argentina, estrenada en Estados Unidos), como el Vendedor de esclavos
- 1984: Mingo y Aníbal, dos pelotazos en contra, como Recepcionista de hotel

## Documental
Su familia recopiló material para hacer un documental sobre la vida de Eddie Pecchenino, el cual aun no se ha realizado.